# بیمارستان شهید رجایی (شیراز)
بیمارستان شهید رجایی واقع در استان فارس، شهر شیراز بیمارستانی است آموزشی و درمانی وابسته به دانشگاه علوم پزشکی شیراز با ظرفیت ۱۶۷ تخت ثابت که در سال ۱۳۸۷ خورشیدی تأسیس گردید.
هم‌اکنون این بیمارستان دارای بخش‌های اتاق عمل، ریکاوری، اورژانس، جراحی عمومی، اتفاقات، جراحی فک و صورت، جراحی مغز و اعصاب، ICU1، ICU2، ICU3، ER1، ER2 و دیگر واحدهای پاراکلینیکی و درمانگاهی می‌باشد.